# Kabinett Gies
Das Kabinett Gies bildete vom 2. November 1990 bis zum 4. Juli 1991 die erste Landesregierung von Sachsen-Anhalt. Nachdem infolge der Deutschen Wiedervereinigung das 1952 aufgelöste Land Sachsen-Anhalt wiederhergestellt wurde, fand am 14. Oktober 1990 die erste Landtagswahl statt. Aus ihr ging die CDU mit ihrem Spitzenkandidaten Gerd Gies als Sieger hervor: Sie erhielt 39,0 Prozent der gültigen Zweitstimmen und konnte zusammen mit der FDP (13,5 Prozent) die erste Regierung bilden. Gemeinsam verfügten die Regierungsparteien über 62 der 106 Mandate im Landesparlament.
In seiner konstituierenden Sitzung am 28. Oktober 1990 beschloss der Landtag zunächst das Gesetz über die vorläufige Ordnung der Regierungsgewalt im Land Sachsen-Anhalt, da noch keine Verfassung in Kraft war. Auf dieser Grundlage wurde Gerd Gies zum Ministerpräsidenten gewählt. Er konnte 59 Stimmen auf sich vereinigen, sein Gegenkandidat Hans-Jochen Tschiche, der Vorsitzende der Fraktion Bündnis 90/Grüne, erhielt 30 Stimmen; 13 Abgeordnete enthielten sich der Stimme und vier Stimmen waren ungültig. In der 2. Landtagssitzung am 2. November 1990 stellte Gerd Gies die Mitglieder seiner Regierung vor, die gemäß § 2 des Gesetzes über die vorläufige Ordnung der Regierungsgewalt im Land Sachsen-Anhalt vor ihrer Amtsübernahme durch Beschluss des Landtags zu bestätigen waren.
Das „Kabinett Gies“ war im Vergleich mit den anderen neu gebildeten Regierungen der fünf sog. „neuen Länder“ in zweierlei Hinsicht bemerkenswert: Es war die einzige Landesregierung, der keine Frau angehörte und sie trat als erste Regierung vor Ablauf ihrer Amtszeit zurück.
Nachdem Ministerpräsident Gerd Gies zunehmend unter Druck geriet, Parteifreunde mit Vorwürfen über eine Mitarbeit im ehemaligen Ministerium für Staatssicherheit der DDR zum Verzicht auf Landtagsmandate gedrängt zu haben, um selbst Abgeordneter werden zu können, erklärten Gies und seine Regierung am 4. Juli 1991 geschlossen ihren Rücktritt. Der Landtag wählte daraufhin den bisherigen Minister der Finanzen Werner Münch (CDU) zum neuen Ministerpräsidenten, der die Koalition von CDU und FDP fortsetzte.

## Mitglieder der Landesregierung
| Amt                                                | Name             | Partei | Partei |
| -------------------------------------------------- | ---------------- | ------ | ------ |
| Ministerpräsident                                  | Gerd Gies        |        | CDU    |
| Stellvertreter des Ministerpräsidenten             | Gerd Brunner     |        | FDP    |
| Minister für Bundes- und Europaangelegenheiten     | Gerd Brunner     |        | FDP    |
| Minister des Innern                                | Wolfgang Braun   |        | CDU    |
| Minister der Finanzen                              | Werner Münch     |        | CDU    |
| Minister für Arbeit und Soziales                   | Werner Schreiber |        | CDU    |
| Minister für Bildung, Wissenschaft und Kultur      | Werner Sobetzko  |        | CDU    |
| Minister für Wirtschaft, Technologie und Verkehr   | Horst Rehberger  |        | FDP    |
| Minister für Ernährung, Landwirtschaft und Forsten | Otto Mintus      |        | CDU    |
| Minister der Justiz                                | Walter Remmers   |        | CDU    |
| Minister für Umwelt und Naturschutz                | Wolfgang Rauls   |        | FDP    |